# از خانه شماره ۳۷
از خانه شماره ۳۷ فیلم مستندی به کارگردانی محسن شهرنازدار و سام کلانتری است که برای اولین بار در تاریخ ۳ اسفند ۱۳۸۹ در خانه هنرمندان ایران به نمایش درآمد. این مستند به زندگی صادق هدایت نویسنده برجسته ایرانی از تولد تا مرگ وی می‌پردازد.
این فیلم مجموعه‌ای است از مصاحبه با افراد مختلف به همراه پاره‌هایی از نامه‌های شخصی او که تصویری از تولد تا مرگ این نویسنده را ترسیم می‌کند.

## مصاحبه‌ها
در طول این مستند، مصاحبه‌هایی از دوستان و نزدیکان صادق هدایت همچون جهانگیر هدایت برادرزاده وی، تهیه شده‌است.